# Лутра-Эдипсу
Лутра́-Эдипсу́ (греч. Λουτρά Αιδηψού) — приморский малый город в Греции. Построен на высоте 32 метра над уровнем моря, на северо-западном побережье Эвбеи, у входа в бухту Эдипсоса, в 66 километрах к северо-западу от Халкиды, в 53 километрах к востоку от Ламии и в 114 километрах к северо-западу от Афин. Входит в общину (дим) Истиея-Эдипсос в периферийной единице Эвбее в периферии Центральной Греции. Население 2560 жителей по переписи 2011 года.
Национальная дорога 77 связывает Лутра-Эдипсу с Халкидой.

## История
Область с древних времён известна как бальнеокурорт с тёплыми целебными источниками. Современный курорт существует с 1887 года.
В 1920 году Лутра-Эдипсу отделена от Эдипсоса. В 1926 году создано сообщество Лутра-Эдипсу. В 1934 году сообщество признано общиной (димом).

## Сообщество Лутра-Эдипсу
В общинное сообщество Лутра-Эдипсу входят семь населённых пунктов и монастырь Айос-Еорьос. Население 4519 жителей по переписи 2011 года. Площадь 46,822 квадратного километра.
| Наименование          | Население (2011), человек |
| --------------------- | ------------------------- |
| Илия                  | 233                       |
| Лутра-Эдипсу          | 2560                      |
| Маунис                | 0                         |
| Монастырь Айос-Еорьос | 7                         |
| Педуполи              | 2                         |
| Паралия-Айиу-Николау  | 448                       |
| Палилофон             | 20                        |
| Эдипсос               | 1249                      |

## Население
| Год  | Население, человек |
| ---- | ------------------ |
| 1991 | 2426               |
| 2001 | 2697               |
| 2011 | ↘ 2560             |